# Convento dei Minimi Paolotti
Il Convento dei Minimi Paolotti è situato nel comune di Roccella Ionica, provincia di Reggio Calabria. Secondo quanto attestato da un atto notarile la struttura è stata fondata nel 1580 e ospitava l'Ordine dei Minimi Paolotti. 

## Storia

### Origine
Nonostante il convento dei Minimi sia ubicato nella zona centrale di Roccella Ionica, la sua primaria destinazione come complesso religioso risulta scarsamente conosciuta, anche tra i residenti locali. Per quanto riguarda la struttura architettonica, l'edificio risulta autentico, unico nel suo genere.
Il vescovo di Gerace Ottaviano Pasqua,in carica quando il convento fu fondato, ne fa menzione del convento stesso nell'opera Vitae Episcoporum Ecclesiae Hieracensis, datata alla fine del XVI secolo, ricordandolo come edificato da Livia Spinelli, moglie di Girolamo Carafa e madre di Fabrizio, feudatario dell'epoca. Ulteriori citazioni riguardanti il convento si possono rintracciare nella storiografia seicentesca calabrese e negli scritti dei viaggiatori tra il XVIII e il XIX secolo.
La prima notizia riportata da Marafioti parla del "Monastero vicino al mare dei R.R.P.P. del Glorioso San Francesco di Paola e la Chiesa di San Vittorio"; in seguito anche il Fiore come il Pacichelli lo descrivono situato fuori dalla terra, vicino al mare.

#### Topografia
In passato, il centro abitato si trovava sulla rocca fortificata dove sorgeva l'antica "terra", ma gradualmente nel XVIII e nella seconda metà del XIX secolo la città fu spostata verso la fascia costiera sottostante. Questo spostamento portò alla creazione di un borgo ai piedi della rocca lungo il vecchio asse stradale del dromo e successivamente di un quartiere vicino al mare. Solamente durante il XX secolo fu realizzata completamente la parte costiera, che ora circonda l'insieme composto dalla chiesa e dal convento.
In origine, il convento si trovava al di fuori delle mura cittadine, nella zona marina, dove si svolgevano solo attività commerciali legate al Fondaco di San Vittore, posizionato in prossimità di un punto di attracco lungo la costa adiacente al convento.
Attualmente, la struttura del convento è composta da tre corpi di fabbrica disposti irregolarmente ad "u" intorno a un cortiletto centrale, chiuso da un lato dalla chiesa. La chiesa è orientata, ma l'accesso attuale si trova sul lato orientale. Risulta leggermente sporgente, rispetto alla facciata della chiesa, l'ala est del convento dove si trova l'ingresso al monumento attraverso un portale che conduce a un portico.

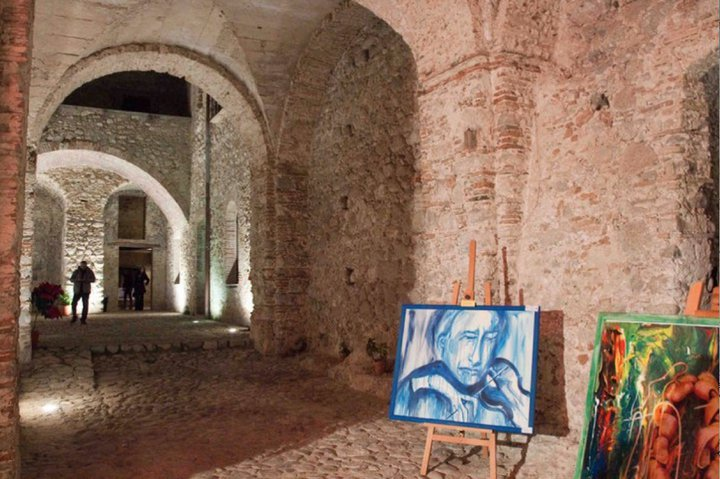
Navata principale del convento dei Minimi

Il portico conduce al cortile interno, dove si affacciano anche le ali nord e ovest del convento. Nel braccio nord si trovano l'ingresso per la scala che porta al piano superiore e una vasta sala con volta a botte. Dal braccio ovest, invece, si può accedere all'esterno attraverso due locali.

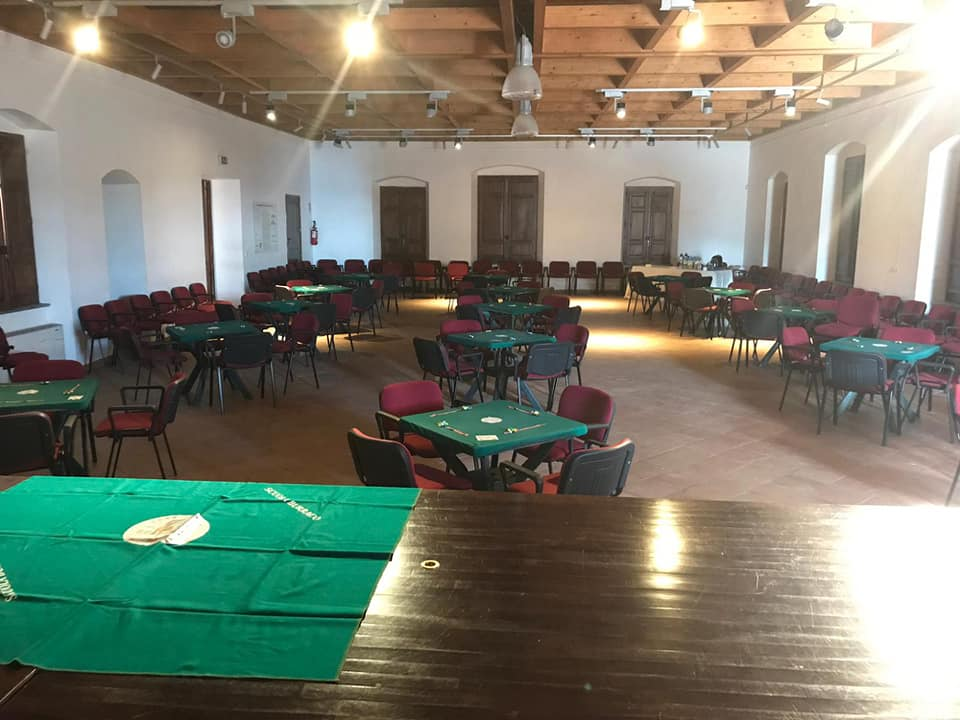
Sala convegni

Al piano superiore delle ali nord e ovest, dove un tempo si trovavano le celle dei frati, oggi sono stanze adibite a convegni.

## Il restauro del convento
Nel 2000, il Comune di Roccella Jonica, in qualità di proprietario dell'ex convento, ha ottenuto un finanziamento per il restauro dell'edificio, il quale presentava diverse aggiunte nel corso del tempo. In un primo momento le indagini archeologiche si sono concentrate sull'ala est e il cortile centrale, mentre un'indagine verticale ha coinvolto anche altre stanze al piano terra e parzialmente al primo piano, dove si è intervenuti rimuovendo superfetazioni recenti in muratura di cemento. 
La complessità del monumento e le numerose fasi di costruzione, hanno richiesto interventi radicali, lunghi e delicati, per rimuovere uno spesso strato di intonaco cementizio che copriva pareti e volte, demolire solai in cemento e pareti in mattoni forati e ripristinare l'aspetto originario degli edifici.
Durante la lettura iniziale del monumento, è stata individuata una struttura inglobata nel rifacimento dell'ala est, corrispondente al basamento di una torre quadrata conservata fino al piano d'imposta della volta. La rimozione dell'intonaco ha permesso di mettere in evidenza sulle quattro pareti le tracce della copertura originale della sala al piano terra, costituita da un'unica volta a botte, poi sostituita dalle attuali volte generando da un pilastro cruciforme centrale.
I muri perimetrali della torre, costruiti con una tecnica molto comune nella zona, sono realizzati con filari irregolari di grandi conci fluviali legati da una malta chiara molto resistente e rinforzati da coppi e laterizi. Questa tecnica è simile a quella utilizzata per le torri costiere del sistema di avvistamento e difesa voluto dal viceré di Napoli Pedro da Toledo intorno al 1565.
Sulle pareti ovest ed est, sono visibili chiare linee di distruzione delle vecchie coperture e il rifacimento delle parti superiori delle murature con una tecnica completamente diversa, che impiega pietre di piccole dimensioni e filari di laterizi con sottili letti di malta. Queste nuove strutture di copertura consistono in una volta bipartita, rinforzata da archi in laterizi generati dal pilastro centrale. La volta è stata realizzata utilizzando centine in legno, la cui impronta è ancora visibile. Si presume che la struttura delle volte sia realizzata con i caratteristici "carusi", elementi fittili cavi di uso locale che alleggerivano notevolmente la muratura.

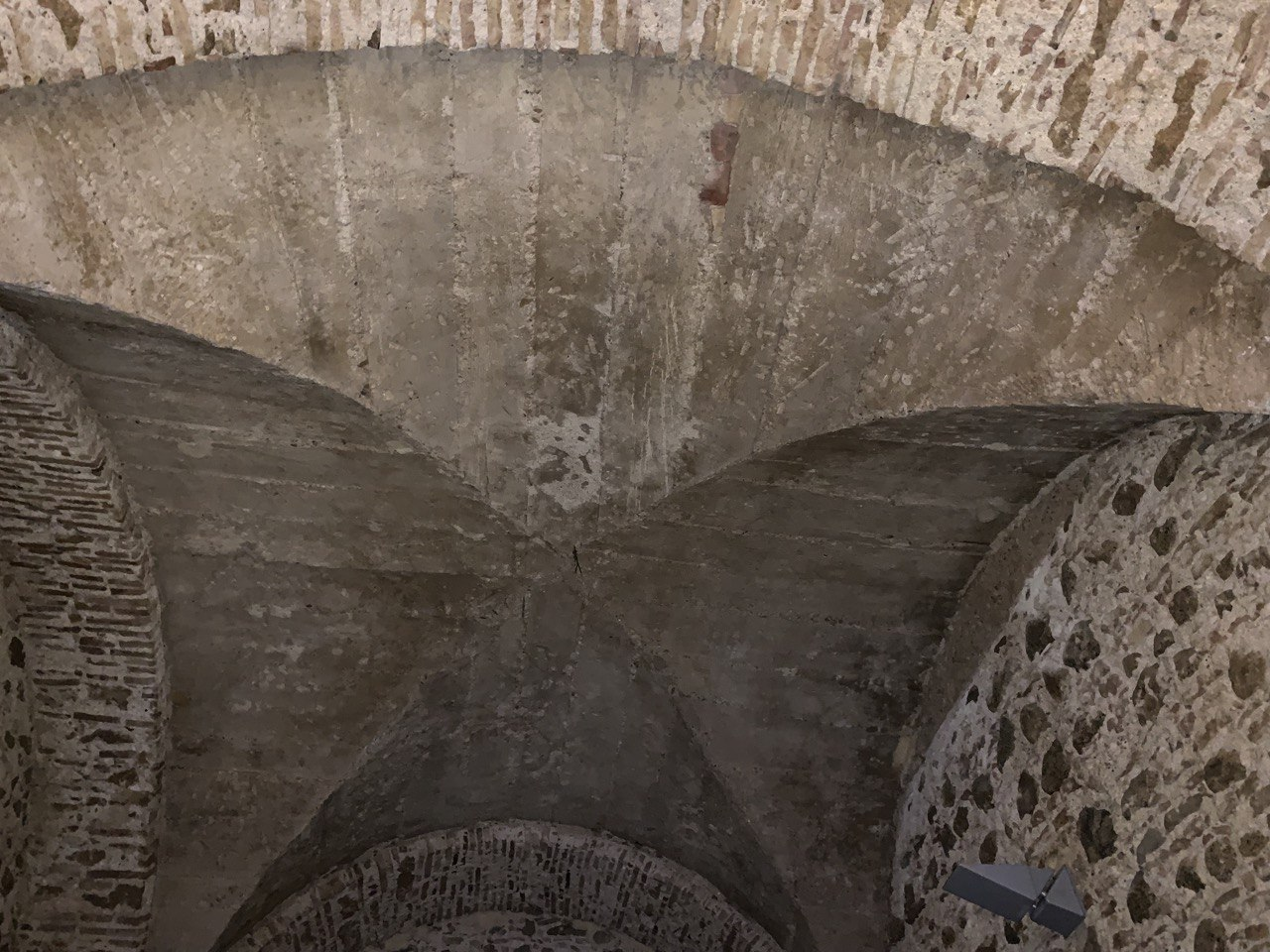
Struttura a volte

Le volte della torre sono simili a quelle del portico; si ipotizza infatti che entrambe le strutture siano state costruite nello stesso periodo, quando fu realizzato anche il piano superiore che ha unito la torre all'antistante portico. L'attuale ingresso della torre si trova a sud ed è stato aperto successivamente, mentre sono presenti tracce di un ingresso più piccolo, probabilmente una bocca da fuoco, sulla parete esterna, indicativo della fase originale della torre. Un ingresso più antico si trovava al centro della parete ovest ma fu chiuso con la costruzione di una scala che porta al primo piano, durante la seconda fase della torre.
Non sono state rinvenute tracce degli ingressi relativi alla torre originale; probabilmente l'accesso avveniva attraverso mezzi mobili e da un piano superiore.

### Lo scavo
Sotto l'attuale pavimento in graniglia, è stata scoperta una pavimentazione in ciottoli che copre tre quarti della stanza. Le zone dell'antica porta e dello spazio antistante, ora sottoscala, mostrano tratti differenti di pavimentazione, invece nella parte sud-ovest della stanza non è presente la pavimentazione.
La parte più intatta si trova nella fascia nord, con una tessitura regolare di ciottoli disposti su allineamenti verticali est-ovest di pietre di medie dimensioni e delimitato a sud da una fila di blocchetti rettangolari. Nel vano nord-ovest, ci sono tre lastroni di pietra granitica e tracce di un quarto. Al centro, c'è una fascia di circa 48 cm di larghezza e 5 metri di lunghezza, priva di ciottoli e riempita con sabbia coperta da assi lignee. Accanto a questa fascia pavimentata in legno, ci sono alcune buche quadrate in muratura, probabilmente riferibili a una tettoia su pali.
Proseguendo verso sud si può notare una cisterna dalla forma ovoidale, che è stata parzialmente riempita di materiale, tra cui ceramica, mattoncini, pietre, frammenti di vetro e ossa.
Nella parte sud-ovest dell'ambiente, lo scavo ha portato alla luce un terreno di riporto e una muratura più antica, rasata, su cui si impostano le stesse pareti della torre. Questa muratura è costruita con ciottoloni di fiume ricoperti di malta giallastra riportata anche nell'attuale ingresso.

### Indagini sul portico
Nell'esterno della Torre, nel portico, sono stati rimossi completamente gli intonaci cementizi, sia dalle volte che dalle pareti. Questa operazione ha rivelato tutta la struttura originaria e ha chiarito i rapporti costruttivi tra il portico e la Torre. Le strutture del portico (volte, archi, pilastri) si appoggiano chiaramente alla Torre sul lato nord e sono in fase con la realizzazione del primo piano. Questa fase ha visto anche il rifacimento delle volte della Torre e la costruzione di un piano soprastante sia per la Torre stessa che per il portico, insieme al rifacimento e all'unificazione stilistica dei prospetti esterni.
Le facciate esterne di tutta l'ala est presentano caratteristiche omogenee, con aperture al primo piano del portico arricchite da motivi decorativi in laterizi. La facciata sud presenta un balcone allineato con il portale d'ingresso e inquadrato da due paraste. Il lato est mostra una serie di cinque finestre, quattro delle quali con architrave rettilineo e la quinta con architrave curvilineo. Nella facciata nord, ci sono due finestre con architrave rettilineo e una terza con architrave curvilineo, oltre a due grandi archi del tipo già descritto ad est.
L'ingresso sul lato est del portico, attualmente chiuso, presenta due fasi costruttive: una coeva alla costruzione del portico stesso e l'altra, successiva,che ha ridotto l'apertura originaria.
Nel portico è stata scoperta una pavimentazione in ciottoli simile a quella dell'interno della Torre, ma con tessitura e modulo di ciottoli differenti. Nel locale chiuso, il calpestio è più elevato ed è costituito da un battuto di malta gialla.
Sotto l'acciottolato del portico, sono state rivelate strutture più antiche. Tra queste, un muro rasato, conservato per un'altezza di circa 80 cm, si allinea con la facciata della vecchia chiesa, costituendo un raccordo verso la Torre. All'interno del portico sono stati scoperti i resti di un ambiente rettangolare che probabilmente corrisponde a un campanile anteriore alla costruzione del portico.
Sottostanti all'acciottolato, sono state scoperte strutture più antiche, tra cui un muro in grossi conci fluviali legati da terra battuta senza malta, tipico delle costruzioni tardo antiche. Inoltre, sono stati trovati resti di una muratura demolita, visibili sul muro esterno della Torre accanto all'ingresso attuale, che si allineano con un tratto murario conservato. Sono stati rinvenuti frammenti di tegole tardo classiche, ceramica acroma e un frammento di sigillata africana in uno strato di terreno sigillato dal piano di scorrimento dell'acqua.

## I materiali
Attualmente, i materiali non sono stati ancora restaurati; tuttavia la parte più integra è stata rinvenuta nel livello situato sotto la canaletta us94. In questo strato si trovano molti frammenti di embrici con bordo alto, piccoli frammenti di ceramica priva di colore e un frammento di ceramica africana, che sono riferibili a piccole ciotole e boccalini.
L'interno della cisterna situata all'interno della Torre è completamente intatto nonostante il crollo dell'edificio avvenuto a causa del terremoto del 1783. I reperti ritrovati sono oggetti d'uso quotidiano, come anfore, catini e ciotole decorate con incisioni; ci sono anche catini, scodelle e lucerne. Tra i reperti, ci sono anche numerosi frammenti di pipe in terracotta di varie forme, raffiguranti teste maschili barbate ed esotiche con vari copricapi.
Altre parti dello scavo hanno fornito frammenti di maioliche databili tra il XVIII e il XIX secolo, e nel cortile sono stati rinvenuti materiali edilizi provenienti dalla distruzione di parti del convento negli anni sessanta del XX secolo. Questi materiali includono interi blocchi di lapidi afferente a gradini, soglie, cornici e altro in granito o in calcare giallo, oltre a frammenti di cornici in stucco, intonaco dipinto, piastrelle di cotto e frammenti di maioliche. Tra questi reperti, c'è un grosso frammento di una mattonella con il bollo inquadrato in una cornice. Uno dei materiali utilizzato per realizzare le strutture architettoniche è la calcarenite gialla. Durante i lavori di ristrutturazione della chiesa sono stati scoperti elementi con lo stesso materiale.